# Gregor Čremošnik
Gregor Čremošnik (Ločica ob Savinji, 24. veljače 1890. – Ljubljana, 12. studenog 1958.), slovenski povjesničar i slavist.
Radio je u Sarajevu i Skoplju, a od 1945. do smrti kao profesor na Filozofskom fakultetu u Ljubljani. Bio je član SANU. Predmet njegova znanstvenog interesa bila je u prvom redu srednjovjekovna povijest jugoistočne Europe, napose Dubrovnika, Bosne i Srbije. Značajno je napomenuti kako je upravo on dokazao da je jedna od dviju povelja Kulina bana Dubrovčanima od 29. kolovoza 1189. koje se čuvaju u dubrovačkoj pismohrani izvorni primjerak, a da to nije petrogradski primjerak te povelje kako se ranije mislilo.
Otac je slovenske arheologinje Irme Čremošnik.